# Witalij Ignatienko
Witalij Nikiticz Ignatienko (ur. 19 kwietnia 1941 w Soczi) – radziecki i rosyjski dziennikarz.
Absolwent dziennikarstwa Uniwersytetu Moskiewskiego. Od 1975 do 1978 zastępca dyrektora naczelnego TASS przy Radzie Ministrów ZSRR. Od 1978 do 1986 zastępca kierownika wydziału informacji międzynarodowej KC KPZR. Od 1986 do 1990 redaktor naczelny pisma "Nowoje Wriemia". Od 1990 do 1991 doradca prezydenta Michaiła Gorbaczowa i szef jego biura prasowego. Od 1991 do 1992 dyrektor naczelny TASS. W 1992 dyrektor naczelny ITAR-TASS. Od 1993 dyrektor naczelny ITAR..